# Aristarc de Samotràcia
Aristarc de Samotràcia (grec antic: Αρίσταρχος, Arístarkhos, llatí: Aristarchus; Samotràcia, vers 217 aC - Xipre, vers 145 aC) fou un gramàtic i crític alexandrí. Va dedicar la seva vida a l'estudi i crítica dels poetes grecs, especialment d'Homer. És el responsable de la divisió de la Ilíada i l'Odissea en 24 llibres.
Fou el més gran dels filòsofs de l'escola dels alexandrins, deixeble d'Aristòfanes de Bizanci, al qual va succeir com a director de la biblioteca vers el 153 aC. Vers el 145 aC es va exiliar a Xipre i hi va morir poc després. Va morir amb més de 70 anys i va deixar dos fills, Aristàgores i Aristarc.
La connexió històrica del seu nom amb el criticisme literari ha creat el terme aristarc per denominar algú severament crític.